# Carine Neels
Carine Neels is een personage uit de boeken van Pieter Aspe.
Ze is knap en heeft al geruime tijd een oogje op Pieter Van In, wat voor heel wat verwikkelingen zorgt en vaak tot ruzies leidt tussen Van In en Hannelore Martens. In het boek 'De cel' overlijdt ze aan kanker.

## Karakter
In de eerste boeken is Carine een echte strever. Ze wil steeds bij Van In op een goed blaadje staan en wanneer hij haar gebruikt voor een undercovermissie (die overigens bijna uit de hand loopt) ziet ze haar gebeden beantwoord. Als Van In haar uit een hachelijke situatie redt, ziet zij in hem haar ridder op het witte paard. Vanaf dan heeft ze een oogje op hem, en dat laat ze graag merken. In de laatste boeken is haar streberige kantje verminderd en heeft ze zich neergelegd bij het feit dat Pieter Hannelore nooit zal bedriegen. Na enkele verhalen werkt ze vast bij de lokale opsporingsdienst, onder leiding van Van In. Ze werkt vaak samen met Robert Bruynooghe, een forse en ietwat ouderwetse agent.

## Uiterlijk
Carine is mooi en blond. Ze draagt vaak vrouwelijk kledij zoals rokken en jurkjes, omdat ze daarmee hoopt Van In te verleiden.

## Televisieserie
In de televisieserie is Neels van bij de start de politiepartner van Bruynooghe en is er van het verleidingsspel tussen haar en Van In helemaal geen sprake. Wel heeft ze een tijdje een relatie met haar latere politiepartner Mitch, en krijgt ze later een kind van een onbekende vader. Anders dan in de boekenreeks, sterft ze niet aan kanker maar verlaat ze het team om meer tijd met haar dochtertje te kunnen spenderen. Halverwege het laatste seizoen keert ze weer terug in het team. Carine Neels werd gespeeld door Maaike Cafmeyer.